# Alcudia de Monteagud
Alcudia de Monteagud ist ein Ort und eine spanische Gemeinde in der Comarca Filabres-Tabernas der Provinz Almería in der Autonomen Gemeinschaft Andalusien. Die Bevölkerung von Alcudia de Monteagud betrug 2024 aus 128 Einwohnern. 

## Geografie
Alcudia de Monteagud liegt im Landesinneren der Provinz Almería in einer Höhe von ca. 1070 m. Die Provinzhauptstadt Almería liegt in etwa 59 Kilometer südsüdwestlicher Entfernung. 

## Bevölkerungsentwicklung
| Jahr      | 1970 | 1981 | 1991 | 2001 | 2011 | 2021 |
| Einwohner | 282  | 232  | 212  | 193  | 161  | 129  |

## Sehenswürdigkeiten
- Marienkirche (Iglesia de Nuestra Señora del Rosario)
- Heimatmuseum

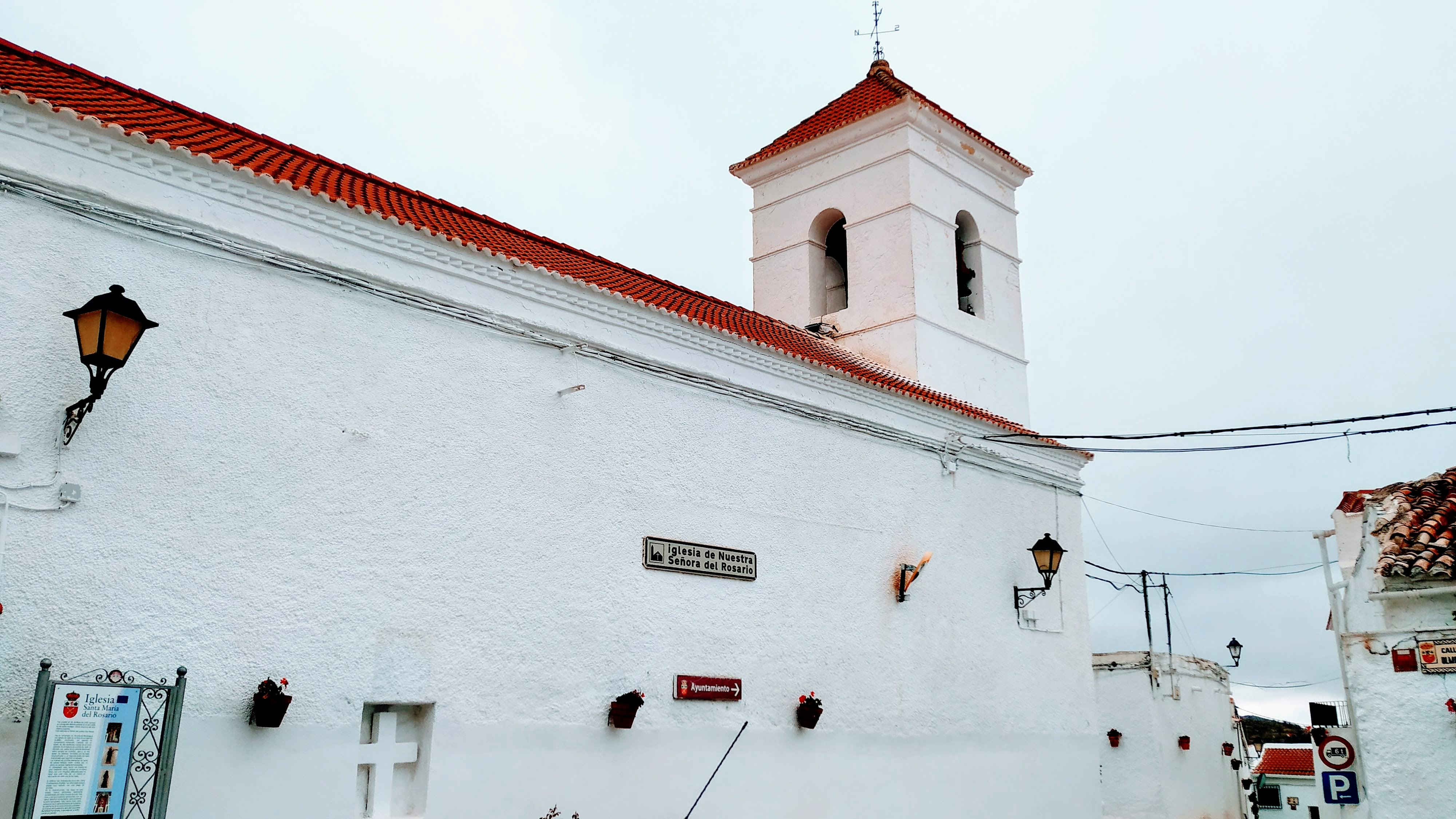
Marienkirche
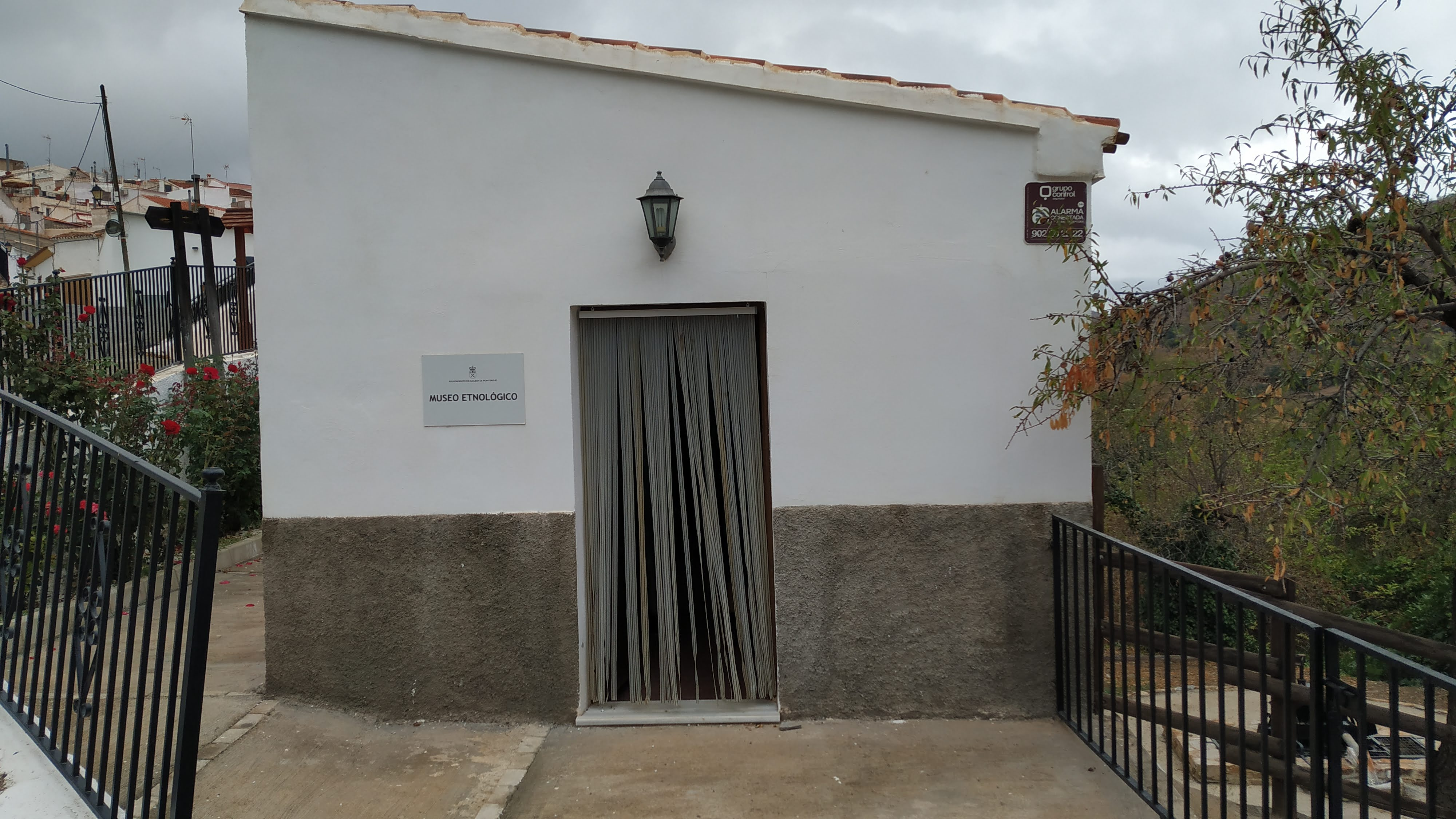
Heimatmuseum
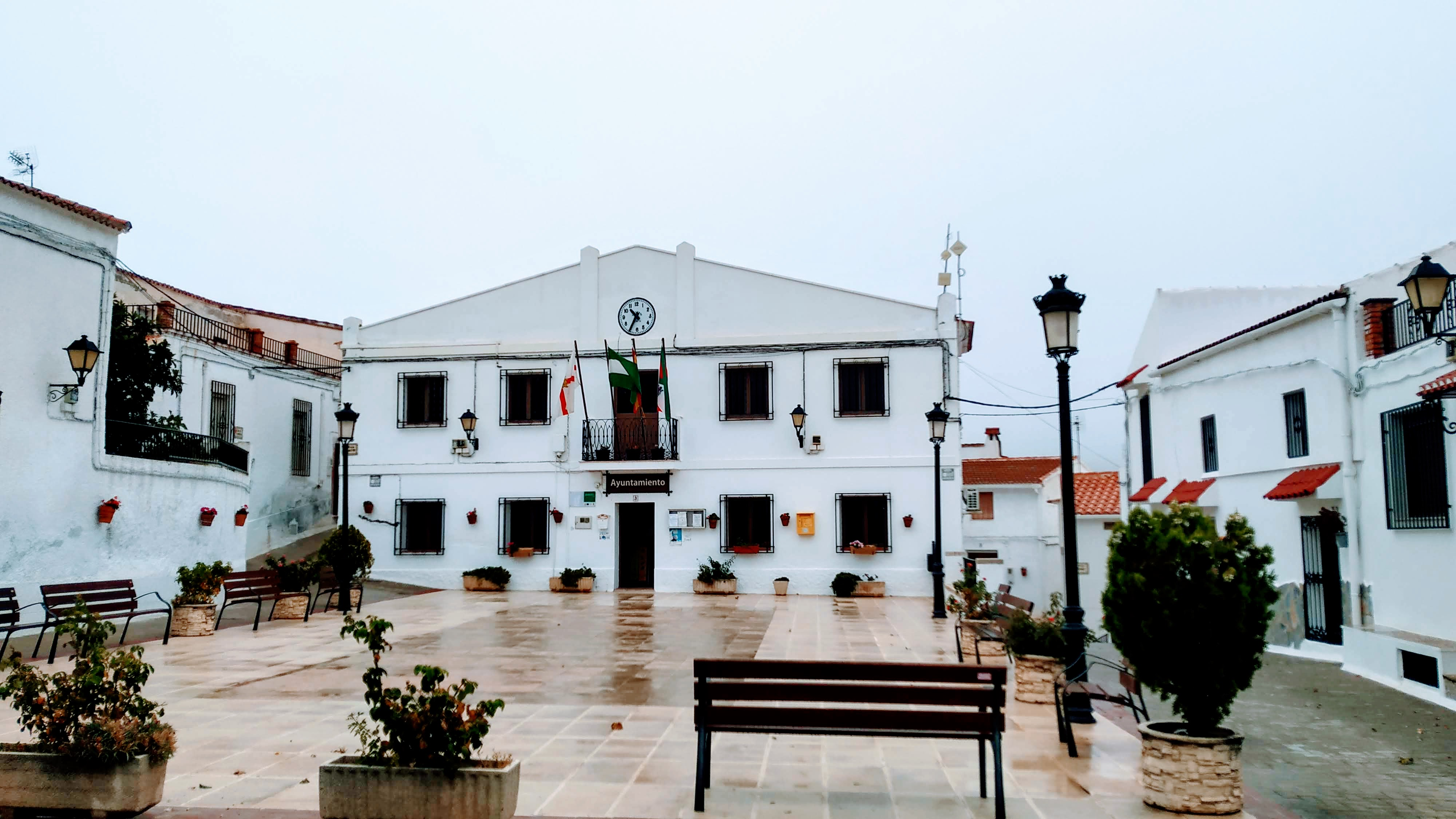
Rathaus